# Holger Kiesewetter
Holger Kiesewetter (* 4. November 1947 in Varel) ist ein deutscher Pathophysiologe und Internist sowie Professor für Medizin. Er war von 1994 bis 2009 Direktor des Institutes für Transfusionsmedizin und Immunhämatologie an der Charité.

## Leben
Kiesewetter studierte 1967 bis 1971 Maschinenbau (Flugzeugbau) an der RWTH Aachen und erwarb einen Abschluss als Diplomingenieur. Von 1973 bis 1978 absolvierte er ein Studium der Humanmedizin an der RWTH und der FU Berlin, wo er 1976 auch zum Doktoringenieur im Fachbereich Physikalische Ingenieurwissenschaften promoviert wurde. 1979 erhielt er seine Approbation als Arzt und promovierte 1980 in Aachen zum Doktor der Medizin, 1982 erfolgte die Habilitation für das Fach Physiologie an der RWTH Aachen. Seit 1989 ist Kiesewetter Facharzt für Innere Medizin und anerkannt als Arzt für  Blutspende- und Transfusionswesen (seit 1994) sowie Laboratoriumsmedizin (1995).
1985 erfolgte eine Umhabilitation Kiesewetters für das Fach Pathophysiologie an den Universitätskliniken des  Saarlandes, wo er von 1983 bis 1994 tätig war. Von 1994 bis 2009 fungierte er als Direktor des Institutes für Transfusionsmedizin und Immunhämatologie an der Charité. 2010 gründete er in Berlin das fachärztliche Zentrum „Haemostaeologicum“.

### Kontroversen
Im März 2009 sorgte eine umstrittene Studie zu sogenanntem „Bio-Viagra“ für Aufsehen, die von einem Doktoranden Kiesewetters am Institut für Transfusionsmedizin durchgeführt worden war. Die wissenschaftliche Aussagekraft der Studie wurde bezweifelt, zudem waren die Geschäftsführer der Herstellerfirma des Potenzmittels gleichzeitig Mitarbeiter des Instituts für Transfusionsmedizin. In der Folge der Affäre wurde Kiesewetter im September 2009 auf eigenen Wunsch von der Charité beurlaubt. Ein eingeleitetes Verfahren gegen Kiesewetter wurde ohne Klageerhebung von der Staatsanwaltschaft eingestellt.
In den 1980er Jahren hatte Kiesewetter als leitender Oberarzt am Institut für Transfusionsmedizin der Uniklinik in Homburg an der Saar vom Medizintechnikunternehmen Fresenius auch über Firmen seiner Frau mehr als 370.000 DM erhalten. Kiesewetter bestreitet die Zahlung, die jedoch durch das Institut bestätigt wurden. 1998 wurde unter Kiesewetters Leitung eine Studie über die positiven Effekte von Knoblauch bei Gefäßerkrankungen veröffentlicht, der wissenschaftliche Mängel in der Auswertung vorgeworfen wurden. Die Studie wurde von Lichtwer Pharma finanziert, das unter anderem auch Knoblauchpräparate vertreibt.
Im Jahr 2004 musste Kiesewetter rund 960.000 Euro, die er für diagnostische Leistungen für andere Krankenhäuser und Kliniken in eigenem Namen erhalten hatte, an die Charité zurückzahlen.
Über den „Arbeitskreis Immunologie“ empfahl Kiesewetter eine Nasensalbe als „Pollenschutzcreme“ für Allergiker, für die es laut der Deutschen Gesellschaft für Allergologie und klinische Immunologie keinen wissenschaftlichen Wirksamkeitsnachweis gab. Der vermutete Wirkmechanismus sei „abenteuerlich“. Ebenso wurde bis 2006 Schwarzkümmelöl empfohlen, obwohl es sich nach Meinung der Fachzeitschrift „Internistische Praxis“ aus dem Jahr 2000 um „eine nicht begründete bzw. wissenschaftlich nicht belegte Empfehlung, die vordergründig zunächst dem Hersteller bzw. Verkäufer von Schwarzkümmelöl nützt“, handle.
Ebenfalls umstritten waren Studien Kiesewetters zur Influenza-Prophylaxe mit Zistrosenextrakt Cystus052.
Auch Kiesewetters Stellungnahme in Claudia Pechsteins Streit um Dopingvorwürfe war von anderen Medizinern kritisiert worden. Kiesewetter hatte behauptet, mit Retikulozytenwerten könne man Doping nicht nachweisen und war von Pechstein für seine Stellungnahme bezahlt worden.

## Veröffentlichungen
Mind. 250 Veröffentlichungen im Impact gelisteten Zeitschriften geschrieben. Außerdem wurden Bücher publiziert.
- Rheologische Meßmethoden. Münchner wissenschaftliche Publikationen, 1985
- Hämodilution. Neue Aspekte in der Behandlung von Durchblutungsstörungen, Springer, 1992
- Modernes Thromboembolie-Management: Diagnostik – Prophylaxe – Therapie, Socio-Medico Verlag, 1998
- Gefäßkrankheiten in der Praxis, Thieme Georg Verlag, 1998
- Aktuelles zum modernen Gesundheitsbewusstsein: Phytoprodukte bei Problemen der Haut, der Bronchien, des Verdauungstraktes und der Blutgefäße – Eisen und Vitamine zur Blutbildung, Socio-Medico Verlag, 2004